# René Bougnol
René Bougnol (* 7. ledna 1911 – 20. června 1956 Montpellier, Francie) byl francouzský sportovní šermíř, který kombinoval šerm fleretem a kordem a.
Francii reprezentoval ve třicátých, čtyřicátých a padesátých letech. Na olympijských hrách startoval v roce 1932, 1936, 1948 v šermu fleretem v soutěži jednotlivců a družstev a v roce 1952 v soutěži jednotlivců a družstev v šermu kordem. Mezi jednotlivci obsadil nejlépe páté místo na olympijských hrách 1948 v šermu fleretem. S francouzským družstvem fleretistů vybojoval dvě zlaté (1932, 1948) a jednu stříbrnou olympijskou medaili (1936). V roce 1949 obsadil druhé místo na mistrovství světa v soutěži jednotlivců v šermu kordem. S francouzským družstvem fleretistů a kordistů získal tři tituly mistra z toho v roce 1951 v obou zbraních.